# マグヌム・オプス
マグヌム・オプス（magnum opus 〔単数〕 / magna opera 〔複数〕、または opus magnum 〔単数〕 / opera magna 〔複数〕）は、「大作、傑作」を意味するラテン語に由来し、ある芸術家の作品のうちで最大の、そしてことによると最高の、最も優れた、最も人気を博した、あるいは最も名高い業績を指す。
マグヌム・オプスという言葉は特定の個人の「大作」というだけでなく、たんにある一つの「大作」を指す言葉として使われることもある。
マグヌム・オプスという言葉は、大規模な作品でなければならないという要件をもって、「マスターピース」（名作、代表作）とは用いられ方が異なる。

## 註
1. ↑  The American Heritage Dictionary of the English Language, Fourth Edition, Retrieved December 10, 2006, from Dictionary.com
2. ↑  Bill Bryson, Troublesome Words, Third Edition published in Penguin Books 2002